# Flop TV (Chile)
Flop TV es una serie de Humor, de ocho capítulos producida por TVN y Promocine, estrenada en el año 2009, con distintos segmentos realizados en forma de sketch entre los que se cuentan Cuicos rebeldes, La profesora de yoga, El psicólogo, Secreto en la trinchera y Los Lanzaretti, todos de un marcado humor ácido.
Unos de sus guionistas y productor ejecutivo fue Luis Emilio Guzmán (Paraíso B, Cárcel de mujeres).
Se realizó solo una temporada de esta serie y entre sus actores figuraron, Francisco Ramírez, Andrés Velasco, Martín Erazo, Carolina Sotomayor y Marcelo Pertier entre otros.
La serie aún se puede ver en la página web de TVN.